# Фелен
Фелен (нем. Velen) — коммуна в Германии, в земле Северный Рейн-Вестфалия.
Подчиняется административному округу Мюнстер. Входит в состав района Боркен.  Население составляет 12 978 человек (на 31 декабря 2010 года). Занимает площадь 70,52 км². Официальный код  —  05 5 54 064.
Коммуна подразделяется на 6 сельских округов.

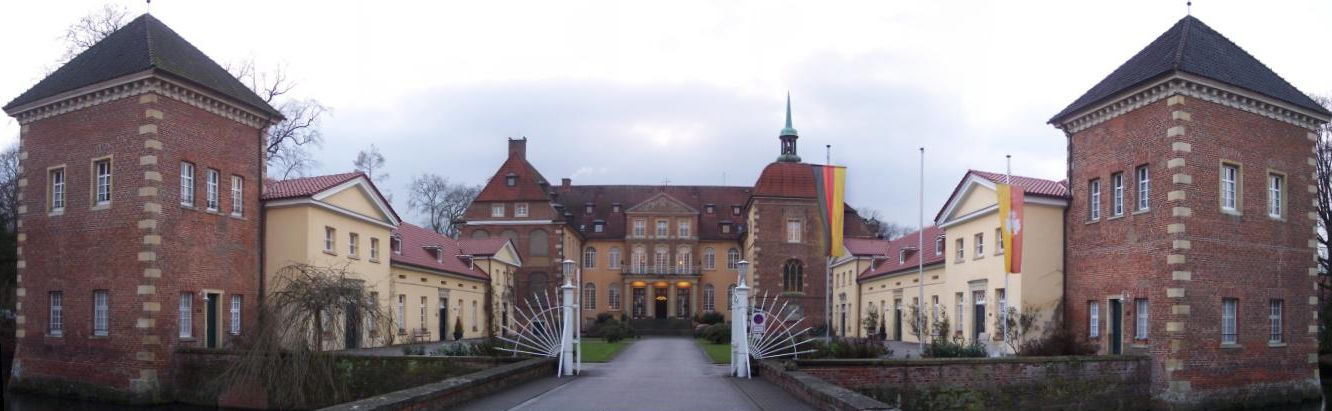
Фелен

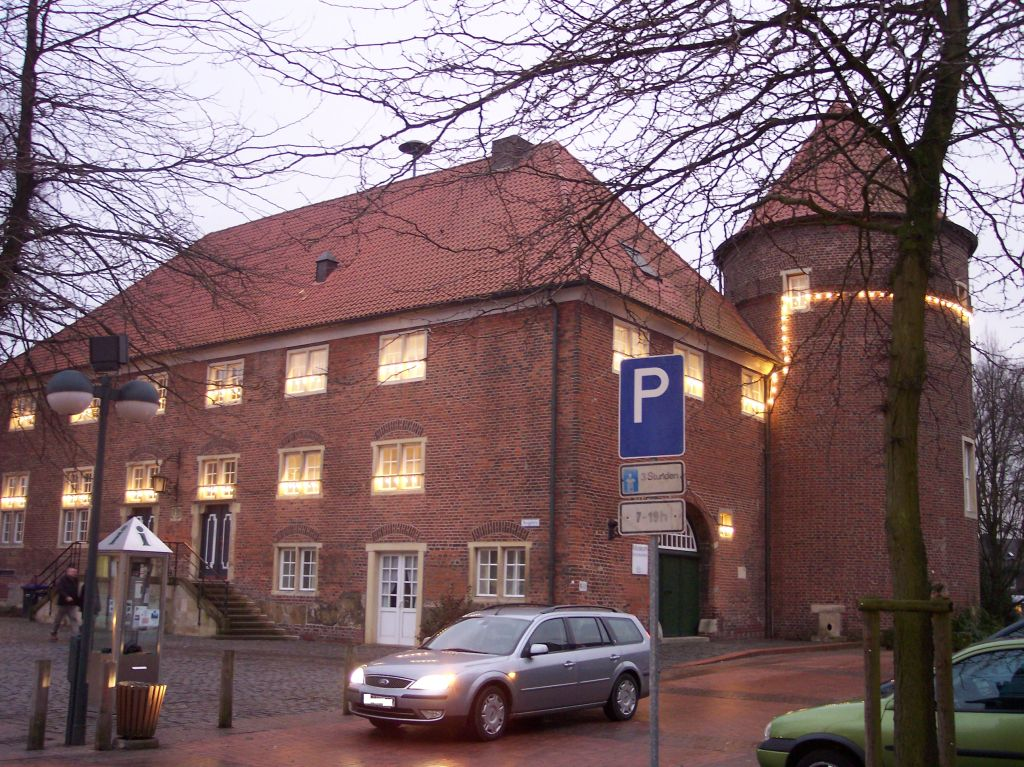
Фелен